# Otholobium spicatum
Otholobium spicatum är en ärtväxtart som först beskrevs av Carl von Linné, och fick sitt nu gällande namn av Charles Howard Stirton. Otholobium spicatum ingår i släktet Otholobium och familjen ärtväxter. Inga underarter finns listade i Catalogue of Life.